# Ленг (Нижньосілезьке воєводство)
Ленг (пол. Łęg, нім. Lange) — село в Польщі, у гміні Єльч-Лясковиці Олавського повіту Нижньосілезького воєводства.
Населення — 131 особа (2011).
У 1975-1998 роках село належало до Вроцлавського воєводства.

## Демографія
Демографічна структура станом на 31 березня 2011 року:
|          | Загалом | Допрацездатний вік | Працездатний вік | Постпрацездатний вік |
| -------- | ------- | ------------------ | ---------------- | -------------------- |
| Чоловіки | 61      | 7                  | 47               | 7                    |
| Жінки    | 70      | 14                 | 41               | 15                   |
| Разом    | 131     | 21                 | 88               | 22                   |